# Joana Pais de Brito
Joana Pais de Brito (Lisboa, 15 de novembro de 1983) é uma atriz portuguesa.

## Biografia
Nasceu em Lisboa a 15 de novembro de 1983.
Antes iniciar o seu percurso como atriz, foi Terapeuta Ocupacional, e trabalhou dois anos, num serviço de reabilitação psicossocial.

## Televisão
| Ano             | Projeto                    | Papel                 | Notas                   | Canal |
| --------------- | -------------------------- | --------------------- | ----------------------- | ----- |
| 2013            | Camada de Nervos           | Vários Papéis         | Protagonista            | RTP1  |
| 2014            | Esquadrão do Amor          | Vários Papéis         | Elenco Principal        | RTP1  |
| 2015            | Poderosas                  | Enfermeira            | Elenco Adicional        | SIC   |
| 2015            | Agora Escolha              | Dra. Maria            | Elenco Principal        | RTP1  |
| 2015 - 2018     | Donos Disto Tudo           | Vários Papéis         | Elenco Principal        | RTP1  |
| 2016            | Nelo e Idália              | Edialeda              | Elenco Adicional        | RTP1  |
| 2017            | Madre Paula                |                       | Elenco Adicional        | RTP1  |
| 2018 - presente | Cá Por Casa                | Vários Papéis         | Elenco Principal        | RTP1  |
| 2018            | Idiotas, Ponto.            | Margarida             | Elenco Adicional        | RTP1  |
| 2019 - 2020     | Patrulha da Noite          | Vários Papéis         | Protagonista            | RTP1  |
| 2020 - 2021     | Crónica dos Bons Malandros | Adelaide              | Elenco Principal        | RTP1  |
| 2021 - 2022     | Amor Amor                  | Rita Gomes            | Elenco Principal        | SIC   |
| 2022            | Volto Já                   | Maria do Carmo        | Elenco Principal (OPTO) | SIC   |
| 2023            | Dança Comigo (5.ª edição)  | Ela Própria           | Concorrente             | RTP1  |
| 2023            | Contado Por Mulheres       | Manuela               | Elenco Adicional        | RTP1  |
| 2024 - 2025     | A Promessa                 | Sónia Casemiro Guedes | Elenco Principal        | SIC   |
| 2025            | Vai Direto                 |                       | Elenco Principal        | TVI   |

## Cinema
- 2016 – A Mãe é Que Sabe[1][7]
- 2017 – A Fábrica de Nada[1]
- 2024 - Vive e Deixa Andar (Rosa), de Miguel Cadilhe[8]

## Teatro
- 2016 – Querida Comprei uma Orquestra – Teatro Tivoli[9]
- 2019 – Os Monólogos da Vagina – Teatro Armando Cortez[10][11]
- 2020 - A Peça Que Dá Para o Torto - Casino Lisboa[12]
- 2022 - O Amor é Tão Simples - Teatro da Trindade[13]
- 2022 - A Sra. Ministra]] - Teatro Experimental de Cascais[14]